# Ranten
Ranten est une commune autrichienne du district de Murau en Styrie.

## Personnalités
- Martin Zeiller, théologien